# Szkhárosi Horvát András
Szkhárosi Horváth András (? – 1549 után) a reformáció korának énekszerzője, református prédikátor.
Életének alig néhány adata ismert. A Gömör vármegyei Szkáros községből származott és a Zemplén vármegyei Tállya református papja volt. A Buda elfoglalása utáni években, 1542 és 1549 között írott tíz nagyobb terjedelmű éneke maradt fenn.
Romlást és pusztulást láthatott maga körül, de sok protestáns papköltőtől eltérően ő nem kesergésben, hanem élesen támadó hangú, gúnyos versekben tett bizonyságot hitéről, öntötte ki érzelmeit, gondolatait. Énekei elszánt reformátornak mutatják. Haragosan korholta a parasztok nyúzóit, az igazságtalan fejedelmeket, a kapzsi urakat és a katolikus papokat, a törököt pedig Isten átkának tartotta.
Ezeket a gúnyolódó, oktató énekeket Bornemisza Péter 1582. évi énekeskönyve őrizte meg, közülük némelyik megtalálható más régi énekgyűjteményekben is. Mind a tízet kiadta Szilády Áron, Régi Magyar Költők Tára II. 159–230. o.

## Énekei
- Vigasztaló ének (Jézus Krisztus segítségül hívása.)
- Az Ántikrisztus országa ellen (Gúnyolja a katolikusokat, akik a szentektől földi segítséget kívánnak; magasztalja a papi házasságot.)
- Az fejedelemségről (Az urak ostorozása számos bibliai vonatkozással.)
- Kétféle hitről: a Krisztusbéli és a pápai foltos hitről (Szembeállítja a reformáció tanaival a katolikus vallást, pellengérezi a katolikusok szertartásait.)
- Az fösvénységről (Szentírási példák arra, hogy bűn a szegény embereket sanyargató fösvénység és kapzsiság.)
- Az Istennek irgalmasságáról és ez világnak háládatlanságáról (Soha nem volt annyi gonoszság a világon, mint most; nagy a tudatlanság az emberek között; az urak üldözik a jámbor igehirdetőket, félnek a házas papoktól, de nem félnek a hamis eskütől, káromkodástól, uzsoraságtól; süket a nemzet, nem hallgat a jó tanácsra; ezért ver minket ostorral Isten, ezért uralkodik rajtunk a török.)
- Az átokról (Mózes átkozódása, a zsidó nép sorsa a magyarságra alkalmazva. „Ám Budáról az törökök igen prédikálnak, Nagy zengéssel mint az sáskák mireánk kiáltnak.”)
- Pál érsek levelére való felelet (Névtelenül. Gúnyos válasz Várdai Pál esztergomi érseknek, aki a török miatt akkor már Nagyszombatba helyezte át székhelyét, az általa 1548-ban tartott zsinatból szétküldött pásztorlevélre.)
- Panasza Krisztusnak, hogy ellene támadnak ez világiak (Elveszett az esze a világnak, az urak nem tisztelik Isten beszédét, a papok a római pápát követik.)
- Emberi szerzésről (A szerzetesek szidalma és befejezésül ez a vallomás: „Ez éneket költé egy barátból lött pap, Bánta bolondságát, elrúgta csuklyáját”.)